# Nina Lola Bachhuber
Nina Lola Bachhuber (* 1971 in München) ist eine zeitgenössische Künstlerin, die im Bereich Skulptur, Installation und Zeichnung arbeitet.

## Leben
Nina Lola Bachhuber wurde 1971 in München, Deutschland geboren und studierte an der Hochschule für bildende Künste Hamburg. Sie lebt und arbeitet in New York.

## Stipendien, Preise und Auszeichnungen
- 2006 Brodsky Center for Innovative Print and Paper
- 2005 NJSCA Stipendium für Skulptur
- 2004 Yaddo Atelierstipendium, Saratoga Springs, New York
- 2002 Stipendium der Pollock-Krasner Stiftung
- 2000 DAAD-Stipendium New York

## Einzelausstellungen (Auswahl)
- 2012 Loplop's Logik, Heinz-Martin Weigand Gallery, Berlin
- 2011 Nachtschatten, Momenta Art, Brooklyn, NY, USA
- 2011 Die Königin verneigt sich und tötet, Kunstverein Glueckstadt, Glückstadt
- 2007 Lucy in the Sky with Diamonds, Gallery Min Min, Tokyo, Japan
- 2007 Glasgow Sculpture Studios (with Stuart Gurden), Schottland
- 2006 Yesterday I Ate a Lizard, Space Other, Boston, USA
- 2002 Greyscale (Wall for two rockers), Künstlerhaus Hamburg
- 2000 Goethe Haus, New York City, USA

## Ausstellungsbeteiligungen (Auswahl)
- 2011 An Exchange with Sol LeWitt, MASS MoCA, North Adams and Cabinet Magazine, Brooklyn, NY, USA
- 2010 Hair Tactics, kuratiert von Rocio Aranda -Alvarado, Jersey City Museum, NJ, USA
- 2009 bildschön. Schönheitskult in der aktuellen Kunst, Städtische Galerie | ZKM, Karlsruhe[2]
- 2007 Wunderbare Begebenheiten und andere Märchen, curated by Kerstin Nieman, General Public, Berlin
- 2006 Drawings, Yoshiko Matsumoto Gallery, Amsterdam, Holland
- 2005 Greater New York 2005, P.S.1/MoMA Queens, USA
- 2004 Von der Heydt-Museum, Wuppertal
- 2003 Drawings, Metro Pictures Gallery, New York, USA
- 2002 Interplay 1, kuratiert von Silvia Cubiña and Patrik Charpenel, The Moore Space, Miami, USA (K)
- 2001 Walk-About, Ramat Gan Museum, Tel Aviv and Kampnagel, Hamburg (K)
- 2000 Selections 2000, The Drawing Center, New York, USA (K)